# Algernon Seymour (7e duc de Somerset)
Algernon Seymour, 7e duc de Somerset (11 novembre 1684 – 7 février 1750), titré comte de Hertford jusqu'en 1748, de Petworth House dans le Sussex, est un militaire, homme politique et propriétaire foncier britannique.

## Famille
Seymour est le seul fils de Charles Seymour, par sa première épouse, l'héritière d'Elizabeth Percy, baronne Percy dans son propre droit, le seul enfant survivant de Josceline Percy (11e comte de Northumberland).

## Carrière publique
Seymour est élu député whig au Parlement pour Marlborough en 1705, un siège qu'il occupe jusqu'en 1708, puis représente le Northumberland jusqu'en 1722. De 1740 à 1750, il est colonel du Royal Horse Guards. Il est lord-lieutenant du Sussex de 1706 à 1750 et Custos Rotulorum du Wiltshire, de 1726 à 1750. En 1737, il est nommé gouverneur de l'île de Minorque, un poste qu'il occupe jusqu'en 1742, puis est gouverneur de Guernesey jusqu'en 1750. En 1748, il succède à son père dans le duché.

## Mariage et descendance
En 1713, il épouse Frances Thynne (en), fille de Henry Thynne (1675-1708) et petite-fille de Thomas Thynne, 1er vicomte de Weymouth. Ils ont deux enfants:
- George Seymour, vicomte de Beauchamp (11 septembre 1725 – 11 septembre 1744), décédé avant son père, célibataire ;
- Elizabeth Seymoursuo jure 2e baronne Percy (26 novembre 1716 – 5 décembre 1776), épouse Hugh Percy (1er duc de Northumberland).

## Succession
Le fils unique du duc, Lord Beauchamp meurt célibataire, en 1744, à l'âge de 19 ans. En 1748 Somerset est créé baron de Warkworth, du château de Warkworth dans le comté de Northumberland, et comte de Northumberland, son gendre Hugh Smithson, 4e baronnet étant désigné comme successeur. Il est en même temps créé baron de Cockermouth, dans le comté de Cumberland, et comte d'Egremont, avec ses neveux, Charles Wyndham, 4e baronnet, et Percy Wyndham-O'Brien, comme héritier, un titre détenu par un ancien membre de la famille, Thomas Percy, 1er baron Egremont.
Algernon est mort en 1750, et est enterré dans la voûte Northumberland dans l'abbaye de Westminster. Il est l'un des plus riches propriétaires fonciers en Angleterre, mais comme il est mort sans fils survivant, ses propriétés ont été réparties après sa mort. Le titre ducal est passé à un lointain cousin, Edward Seymour, 8e duc de Somerset. Le comté de Northumberland et la succession de la famille Percy sont passés à sa fille et son mari (le château d'Alnwick, Northumberland House et Syon House). Petworth House dans le Sussex passe à son neveu Charles Wyndham, 2e comte de Egremont. Plus tard, les ducs de Somerset ont vécu à Maiden Bradley.